# Burgo Medieval (Turín)

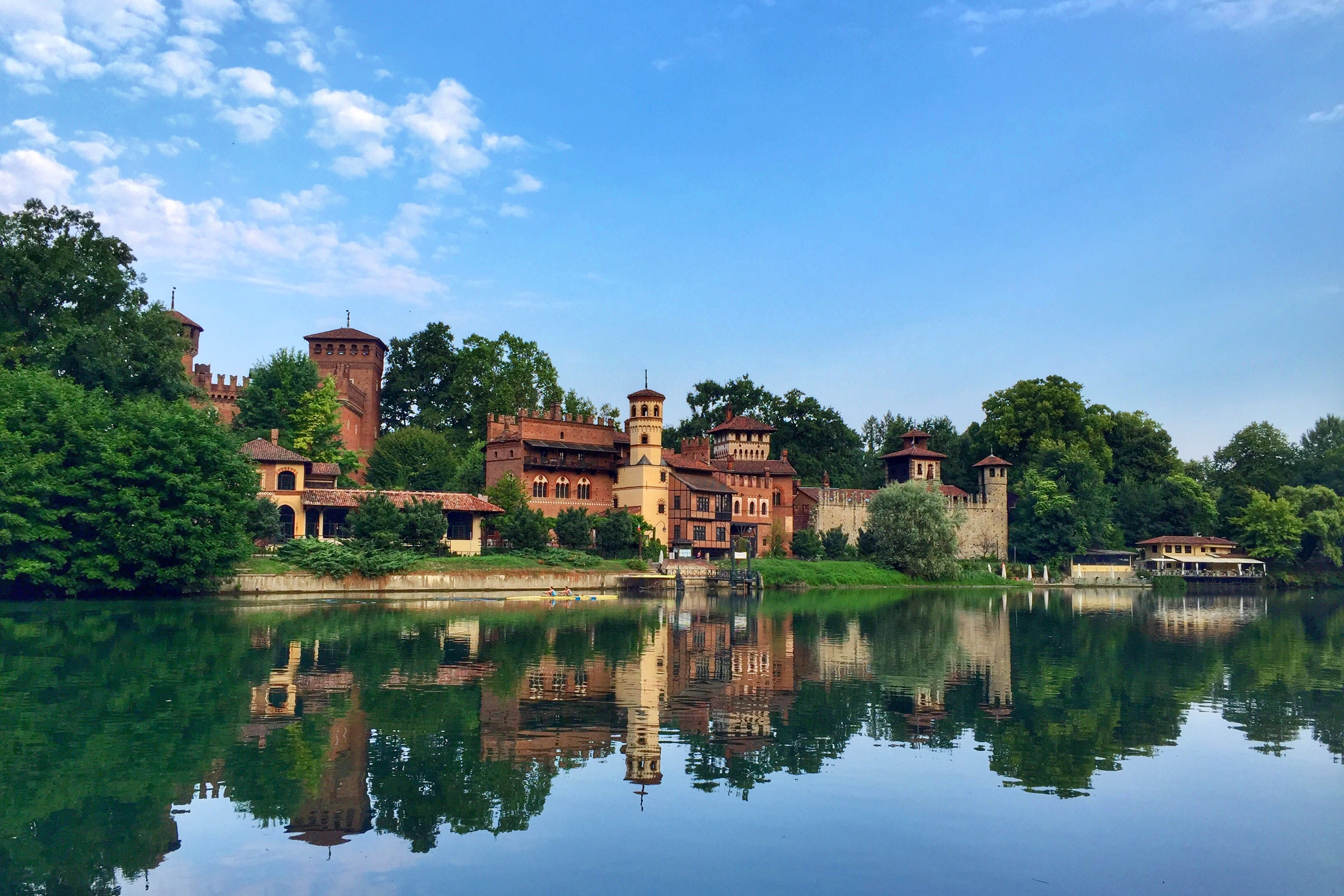
Vista del Burgo.

El burgo Medieval de Turín es en conjunto un museo -aun cuando sea de naturaleza particular- sobre la arquitectura de la Edad Media. Fue construido entre el año 1882 y 1884 por un grupo de artistas e intelectuales coordinados por el arquitecto portugués Alfredo d'Andrade.
Tanto el burgo como la rocca están inspirados en numerosos castillos de Piamonte y del Valle de Aosta: el patio de la rocca es una copia fiel del Castillo de Fenis, la fuente del Castillo de Issogne, la iglesia del burgo de la iglesia de Avigliana, etc.

## Características
El burgo se parece más a un sitio arqueológico-monumental y nació dentro del Parco del Valentino como pabellón de la exposición internacional que se desarrolló en Turín desde abril a noviembre de 1884.
Destinado a la demolición al concluir la exposición internacional, se convirtió en museo cívico en 1942. Se trata de una reproducción de un típico burgo tardo-medieval en el que se han reconstruido calles, casas, iglesias, plazas, fuentes y decoraciones de la época circundado todo por muros y fortificaciones y en la altura una rocca. Se accede a él a través de una torre-puerta.
En el burgo hay también desde 1884 grupos de artesanos y maestros.

## La Rocca
La Rocca tiene cuatro pisos: el subterráneo hospeda las cárceles; el primero es el del ingreso, el atrio, el patio, el lugar para los soldados destinado a hospedar a los mercenarios, las cocinas y el comedor; el segundo piso tiene la alcoba del guardián que controlaba el acceso al puente levadizo, la antesala y la sala del barón, la habitación inspirada a la del rey de Francia del castillo de Issogne, el oratorio, la habitación de la “Damigella” y la capilla.